# Electro Velvet
Electro Velvet es un dúo británico que representó a Reino Unido en el Festival de la Canción de Eurovisión 2015 con la canción "Still in Love with You" ("Aún enamorado de ti" en español). El grupo está compuesto por los vocalistas Alex Larke y Bianca Nicholas.

## Carrera

### Inicios
Bianca Nicholas saltó a la fama tras participar en dos programas de televisión: The X Factor y The Voice UK (versión británica de La voz). También ha cantado en dúo junto a Will Young y actuado delante de Guillermo de Cambridge, Catalina de Cambridge y Enrique de Gales. Anteriormente, Nicholas lanzó el solo"Hold On To Your Dreams", que consiguió colocarse en el top 100 de singles de Reino Unido. En 1999 también realizó una pequeña aparición en la película estadounidense Sleepy Hollow con Johnny Depp. Además, padece fibrosis quística.

### Festival de Eurovisión 2015
Electro Velvet fue seleccionado internamente por la cadena de televisión británica BBC para representar a Reino Unido en el Festival de la Canción de Eurovisión 2015 con su canción "Still in Love with You" ("Aún enamorado de ti" en español). La candidatura fue presentada el 7 de marzo de 2015 a través del botón rojo, el servicio de televisión inteligente HbbTVde la BBC. La canción recibió una serie de críticas negativas tras su anuncio y opiniones divididas. Finalmente, y a pesar de todo, Obtuvieron el lugar 24 entre 27 países concursantes en el Festival de Eurovisión 2015, consiguiendo la segunda peor puntuación de un representante de Reino Unido en el Festival (5 puntos).

## Discografía

### Singles
| Año  | Título                   | Álbum |
| ---- | ------------------------ | ----- |
| 2015 | "Still in Love with You" |       |